# DC Showcase: Green Arrow
DC Showcase: Green Arrow é um curta animado, dirigido por Joaquim Dos Santos e escrito por Greg Weisman, com Neal McDonough como Arqueiro Verde, que tem de proteger um jovem princesa em um aeroporto. O filme, que foi lançado em 28 de setembro de 2010, como uma característica do bônus no DVD Superman/Batman: Apocalypse, foi o terceiro da série DC Showcase e foi incluído na compilação do DVD DC Showcase Original Shorts Collection em uma versão estendida.

## Sinopse
O filme começa com o Arqueiro Verde à espera, fora de um aeroporto, da chegada de sua namorada, Dinah, mas está preso no trânsito devido à chegada da princesa Perdita. Enquanto isso, o Conde Vertigo contrata Merlyn para assassinar Perdita, que é sobrinha de Vertigo. Princesa Perdita agora é a rainha de Vlatava devido ao rei, pai de Perdita, ser assassinado por Vertigo. Enquanto Perdita está em um aeroporto nos Estados Unidos, Merlyn ataca. O Arqueiro Verde descobre o plano de Vertigo e é forçado a intervir. O Arqueiro despacha vários capangas de Merlyn, mantendo a Princesa Perdita segura antes de ter que duelar com o próprio Merlyn. Após Merlyn ser derrotado, Vertigo tenta matar os dois, Perdita e o herói, apenas para ser derrotado quando Canário Negro, que é revelada ser a namorada que o herói estava aguardando, derrota Vertigo com o "Grito do Canário" que o deixa inconsciente. No rescaldo da batalha com Vertigo, Arqueiro Verde propõe a Canário Negro o casamento, com o apoio da ansiosa Princesa Perdita. O filme termina com Canário Negro aceitando a proposta do Arqueiro Verde, e os dois compartilham um beijo apaixonado.

## Elenco
- Neal McDonough como Arqueiro Verde/Oliver Queen[2]
- Malcolm McDowell como Merlyn[3]
- Steven Blum como Conde Vertigo[3]
- Grey DeLisle como Canário Negro/Dinah Laurel Lance[3]
- John DiMaggio como Merc #1[3]
- Ariel Winter como Princesa Perdita[3]